# Herbert Steinbeißer
Herbert Steinbeißer (* 8. Januar 1938 in Ruhpolding) ist ein ehemaliger deutscher Skilangläufer.
Steinbeißer, der für den SC Ruhpolding startete, wurde in den Jahren 1962 sowie 1963 deutscher Meister mit der bayrischen Verbandsstaffel und errang bei den Olympischen Winterspielen 1964 in Innsbruck den 30. Platz über 50 km. In den Jahren 1965, 1966, 1967 und 1968 siegte er erneut bei den deutschen Meisterschaften mit der bayrischen Staffel und belegte bei den Nordischen Skiweltmeisterschaften 1966 in Oslo den 45. Platz über 15 km sowie den 41. Rang über 30 km. Bei den Olympischen Winterspielen 1968 in Grenoble lief er auf den 46. Platz über 30 km und zusammen mit Helmut Gerlach, Walter Demel und Karl Buhl auf den achten Rang in der Staffel. Im Jahr 1969 wurde er deutscher Meister mit der Vereinsstaffel.